# 女神異聞錄Q2 新電影迷宮
《女神異聞錄Q2 新電影迷宮》，是一款由Atlus制作并发行在任天堂3DS的电子角色扮演游戏。本作是《女神异闻录系列》的衍生作品之一，是《女神異聞錄Q 迷宮闇影》的續作。本作收录了《女神异闻录3》《女神异闻录4》和《女神異聞錄5》里的角色，并把游戏舞台设在了没有出口的电影院。玩家需要操控三代游戏角色在游戏中探索发现将他们传送到此地的神秘力量並逃出電影院迷宮。游戏在玩法上吸收了自家《世界树的迷宫》系列的特点，玩家将以第一人称在迷宫中探索。
《女神異聞錄Q2 新電影迷宮》在2018年11月29日在日本发售，2019年6月4日在歐美地區發售。